# Inter sanctorum solemnia
 (mai 2025).
Inter sanctorum solemnia (en français: « Parmi les [fêtes] solennelles des saints… »)  également connue comme la « bulle du Pardon », sont les premiers mots d'une bulle pontificale du pape Célestin V (29 septembre 1294). Édictée par le pape un mois après son couronnement pontifical à L'Aquila la bulle accorde pour la première fois une indulgence plénière à ceux qui, ayant les dispositions spirituelles requises font certains exercices spirituels définis dans la basilique du Collemaggio, à L’Aquila, le jour de la fête liturgique du martyre de saint Jean-Baptiste.   C’est ce que l’on appelle le « Grand Pardon célestinien » (la Perdonanza).  

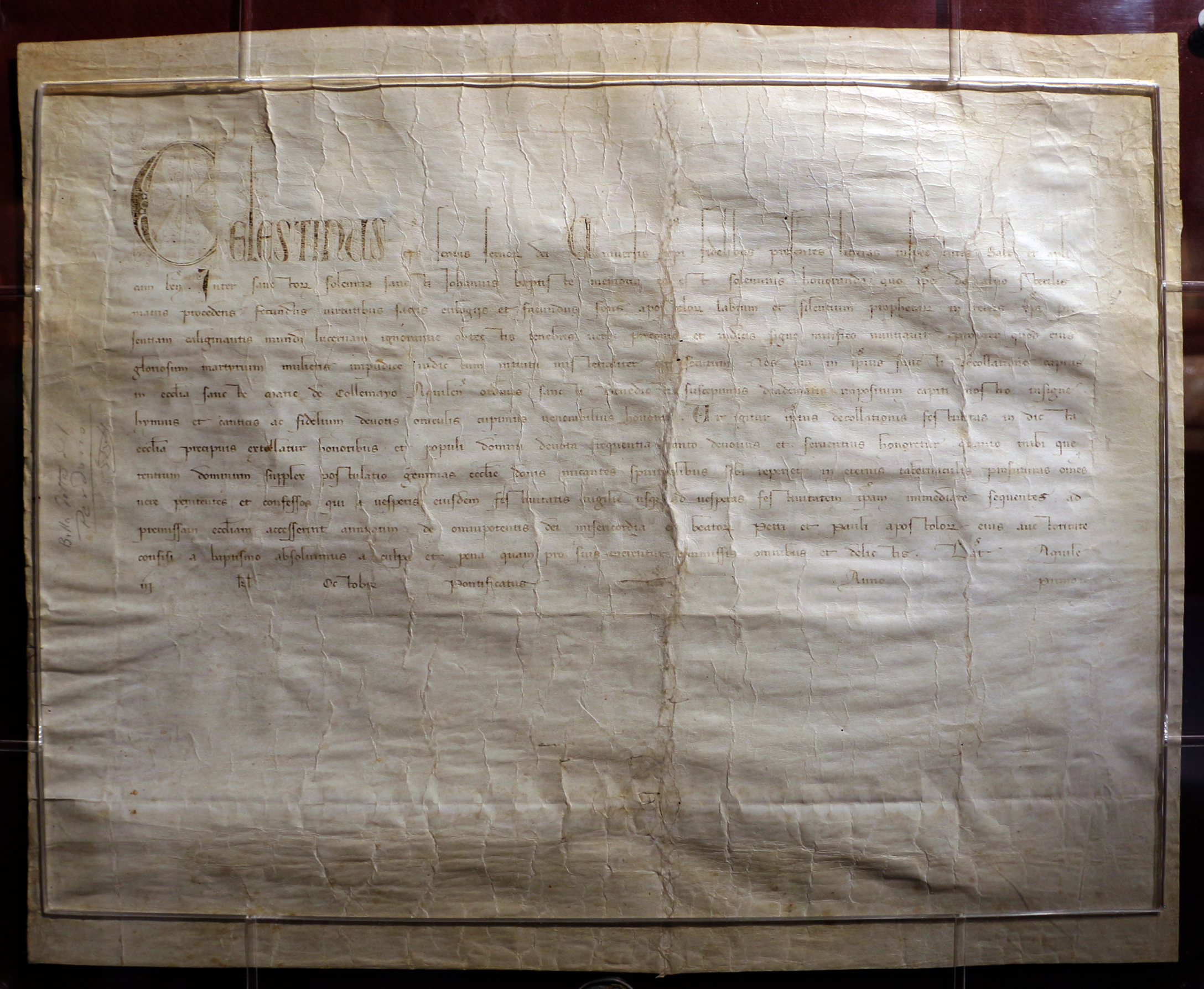
Le document original fait partie du patrimoine culturel de la ville de l'Aquila (où il est conservé)

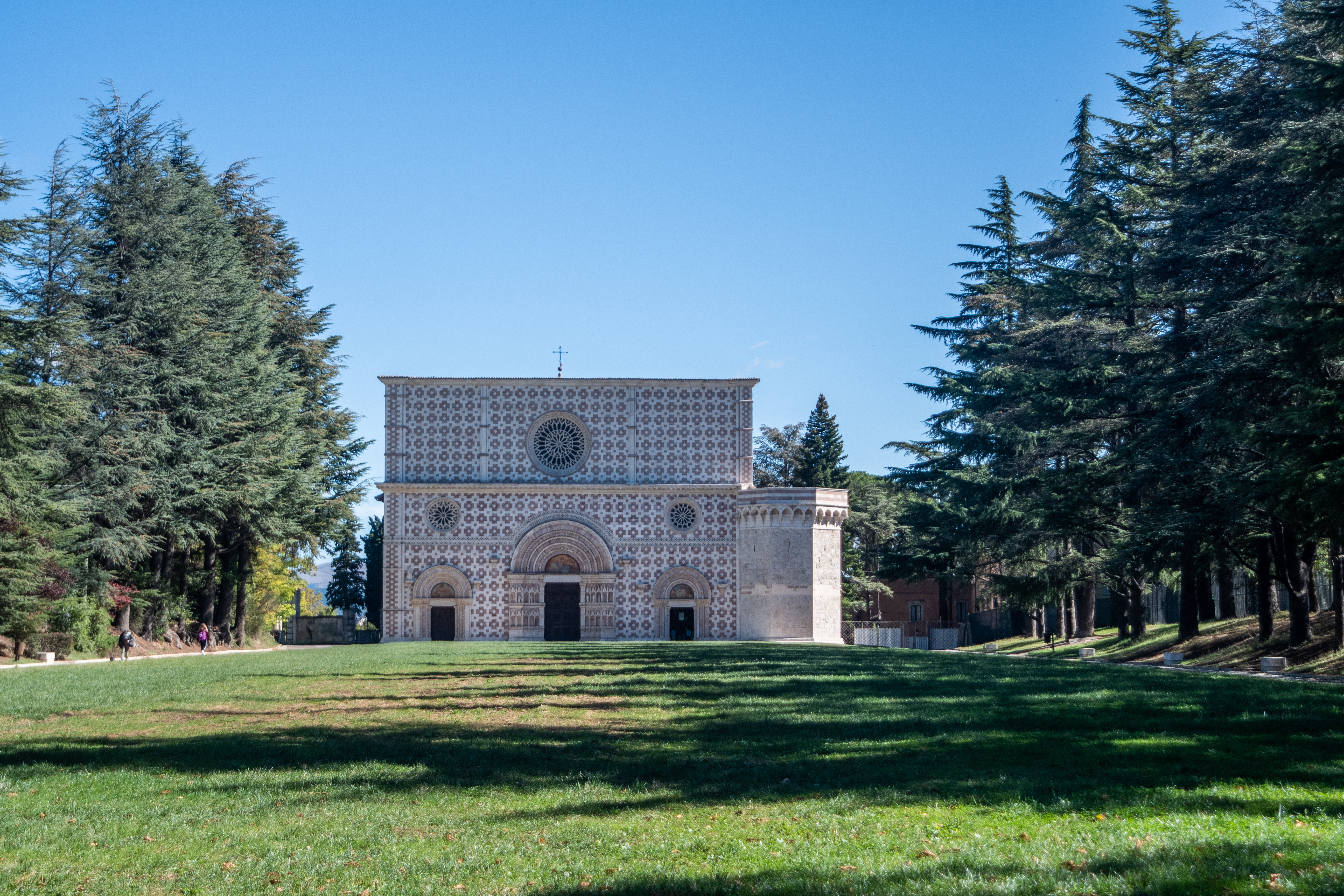
Le 'Grand pardon' est célébré tous les ans dans la basilique du Collemaggio, à L'Aquila

## Histoire
Pietro del Morrone, moine bénédictin ermite dans les Apennins est élu pape le 12 juillet 1294.  Il est couronné le 29 aout 1294 dans l’église de son monastère de l’Aquila, Santa Maria di Collemagio, jour de la commémoration liturgique du martyre de saint Jean-Baptiste (la ‘décollation’). Pour le souvenir de l’événement et par dévotion à saint Jean-Baptiste, le nouveau pape (qui choisit le nom de Célestin V) décide d’accorder une indulgence plénière à tout fidèle pénitent qui visiterait la basilique Sainte-Marie de Collemaggio (L'Aquila) un 29 août, s’il satisfait aux conditions habituelles et fait montre des dispositions spirituelles nécessaires.
Ce ‘Grand Pardon célestinien’ (‘Perdonanza celestiana’) – la première indulgence plénière accordée - est à l’origine de la tradition des ‘années jubilaires’ (avec indulgences) de l’Église catholique, la première étant déclarée en 1300, par Boniface VIII, quelques années après le ‘grand pardon’ de Célestin V.

## Document
Même si Boniface VIII, successeur et opposant de Célestin V, tenta de récupérer le document (au nom de l’Église) la bulle, un manuscrit sur parchemin, est toujours restée à L’Aquila et fait partie du patrimoine culturel et historique de la ville qui le protège et le garde jalousement. Le parchemin de la bulle est présenté à la dévotion publique lors des célébrations solennelles annuelles (29 aout) du ‘grand pardon' (la Perdonanza).